# Annona leptopetala
Annona leptopetala är en kirimojaväxtart som först beskrevs av Robert Elias Fries och som fick sitt nu gällande namn av Heimo Rainer.
Annona leptopetala ingår i släktet annonor och familjen kirimojaväxter. Inga underarter finns listade i Catalogue of Life.